# Copa América 1997 (soupisky)
Soupisky na Copa América 1997, která se hrála v Bolívii.
| Zlato               | Stříbro            | Bronz             |
| ------------------- | ------------------ | ----------------- |
| Brazílie • Soupiska | Bolívie • Soupiska | Mexiko • Soupiska |

## Skupina A

### Argentina
Hlavní trenér:  Daniel Passarella
| Jméno                | Datum narození | Datum úmrtí | Klub                      |
| Brankáři             | Brankáři       | Brankáři    | Brankáři                  |
| -------------------- | -------------- | ----------- | ------------------------- |
| Nacho González       | 17.12.1971     |             | Racing Club               |
| Marcelo Ojeda        | 8.12.1968      |             | CD Tenerife               |
| Carlos Roa           | 15.8.1969      |             | CA Lanús                  |
| Obránci              |                |             |                           |
| Eduardo Berizzo      | 13.11.1969     |             | CA River Plate            |
| Raúl Cardozo         | 28.10.1967     |             | CA Vélez Sarsfield        |
| Jorge Martínez       | 20.6.1973      |             | CA Independiente          |
| Mauricio Pellegrino  | 5.10.1971      |             | CA Vélez Sarsfield        |
| Mauricio Pineda      | 13.7.1975      |             | CA Boca Juniors           |
| Pablo Rotchen        | 23.4.1973      |             | CA Independiente          |
| Nelson Vivas         | 18.10.1969     |             | CA Boca Juniors           |
| Záložníci            |                |             |                           |
| Christian Bassedas   | 16.2.1973      |             | CA Vélez Sarsfield        |
| Sergio Berti         | 17.9.1969      |             | CA River Plate            |
| Rodolfo Cardoso      | 17.10.1968     |             | Hamburger SV              |
| Marcelo Gallardo     | 18.1.1976      |             | CA River Plate            |
| Claudio Husaín       | 20.11.1974     |             | CA Vélez Sarsfield        |
| Gustavo Adrián López | 13.4.1973      |             | Real Zaragoza             |
| Roberto Monserrat    | 13.9.1968      |             | CA River Plate            |
| Gustavo Zapata -     | 15.10.1967     |             | CA San Lorenzo de Almagro |
| Útočníci             |                |             |                           |
| José Luis Calderón   | 24.10.1970     |             | CA Independiente          |
| Julio Cruz           | 10.10.1974     |             | CA River Plate            |
| Marcelo Delgado      | 24.3.1973      |             | Racing Club               |
| Martín Posse         | 2.8.1975       |             | CA Vélez Sarsfield        |

### Chile
Hlavní trenér:  Nelson Acosta
| Jméno             | Datum narození | Datum úmrtí                     | Klub                      |
| Brankáři          | Brankáři       | Brankáři                        | Brankáři                  |
| ----------------- | -------------- | ------------------------------- | ------------------------- |
| Nelson Cossio     | 14.6.1966      |                                 | Audax Italiano            |
| Carlos Tejas      | 4.10.1971      |                                 | Coquimbo Unido            |
| Obránci           |                |                                 |                           |
| Jorge Gómez       | 14.9.1968      |                                 | Deportes Temuco           |
| Dante Poli        | 15.8.1976      |                                 | CD Universidad Católica   |
| Marcelo Miranda   | 29.1.1967      |                                 | CD Cobreloa               |
| Javier Margas -   | 10.5.1969      |                                 | CD Universidad Católica   |
| Miguel Ponce      | 19.8.1971      |                                 | Club Universidad de Chile |
| Raúl Muñoz        | 25.5.1975      |                                 | Colo-Colo                 |
| Ricardo Rojas     | 7.5.1974       |                                 | Club Universidad de Chile |
| Rafael Olarra     | 26.5.1978      |                                 | Audax Italiano            |
| Záložníci         |                |                                 |                           |
| Nelson Parraguez  | 5.4.1971       |                                 | CD Universidad Católica   |
| Fernando Cornejo  | 28.1.1969      | 24. ledna 2009 (ve věku 39 let) | CD Cobreloa               |
| Esteban Valencia  | 8.1.1972       |                                 | Club Universidad de Chile |
| Juan Castillo     | 29.10.1970     |                                 | Deportes Temuco           |
| Moisés Villarroel | 12.2.1976      |                                 | Santiago Wanderers        |
| Clarence Acuña    | 8.2.1975       |                                 | Club Universidad de Chile |
| Pedro González    | 17.10.1967     |                                 | CD Cobreloa               |
| Mario Salas       | 11.10.1967     |                                 | Colo-Colo                 |
| Jaime Riveros     | 27.11.1970     |                                 | CD Cobreloa               |
| Alejandro Osorio  | 24.9.1976      |                                 | CD Universidad Católica   |
| Útočníci          |                |                                 |                           |
| Claudio Núñez     | 16.10.1975     |                                 | Tigres UANL               |
| Fernando Vergara  | 13.5.1970      |                                 | Colo-Colo                 |

### Ekvádor
Hlavní trenér:  Francisco Maturana
| Jméno               | Datum narození | Datum úmrtí | Klub                    |
| Brankáři            | Brankáři       | Brankáři    | Brankáři                |
| ------------------- | -------------- | ----------- | ----------------------- |
| José Cevallos       | 17.4.1971      |             | Barcelona SC            |
| Oswaldo Ibarra      | 8.9.1969       |             | CD El Nacional          |
| Alex Cevallos       | 3.8.1967       |             | CS Emelec               |
| Obránci             |                |             |                         |
| Ulises de la Cruz   | 8.2.1974       |             | LDU Quito               |
| Edmundo Méndez      | 5.12.1968      |             | CD Cuenca               |
| Máximo Tenorio      | 30.9.1969      |             | Barcelona SC            |
| Luis Capurro -      | 1.5.1962       |             | Barcelona SC            |
| Alberto Montaño     | 23.3.1970      |             | Barcelona SC            |
| Záložníci           |                |             |                         |
| Marco Constante     | 20.3.1967      |             | CD El Nacional          |
| Wellington Sánchez  | 19.6.1974      |             | CD El Nacional          |
| Héctor Carabalí     | 15.2.1972      |             | Barcelona SC            |
| José Gavica         | 8.1.1969       |             | Barcelona SC            |
| Hidrobo Rosero      | 24.8.1974      |             | CD El Nacional          |
| Eduardo Smith       | 23.2.1966      |             | CS Emelec               |
| Juan Carlos Burbano | 15.2.1969      |             | CD El Nacional          |
| Cléber Chalá        | 29.6.1971      |             | CD El Nacional          |
| Héctor González     | 4.5.1972       |             | Centro Deportivo Olmedo |
| Útočníci            |                |             |                         |
| Eduardo Hurtado     | 2.12.1969      |             | Los Angeles Galaxy      |
| Ángel Fernández     | 2.8.1971       |             | CS Emelec               |
| Agustín Delgado     | 23.12.1974     |             | Barcelona SC            |
| Edison Maldonado    | 7.6.1972       |             | SD Aucas                |
| Ariel Graziani      | 7.6.1971       |             | CS Emelec               |

### Paraguay
Hlavní trenér:  Paulo César Carpegiani
| Jméno                  | Datum narození | Datum úmrtí | Klub                               |
| Brankáři               | Brankáři       | Brankáři    | Brankáři                           |
| ---------------------- | -------------- | ----------- | ---------------------------------- |
| José Luis Chilavert -  | 27.7.1965      |             | CA Vélez Sarsfield                 |
| Rubén Ruiz Díaz        | 11.11.1969     |             | CF Monterrey                       |
| Obránci                |                |             |                                    |
| Francisco Arce         | 2.4.1971       |             | Grêmio Foot-Ball Porto Alegrense   |
| Celso Ayala            | 20.8.1970      |             | CA River Plate                     |
| Arnaldo Espínola       | 5.3.1975       |             | Sportivo Luqueño                   |
| Carlos Gamarra         | 17.2.1971      |             | Sport Club Internacional           |
| Juan Ramón Jara        | 6.8.1970       |             | Rosario Central                    |
| Jorge Alcaraz          | 4.7.1968       |             | Cerro Porteño                      |
| Ricardo Rojas          | 26.1.1971      |             | Estudiantes de La Plata            |
| Pedro Sarabia          | 5.7.1975       |             | CA Banfield                        |
| Juan Carlos Villamayor | 5.3.1969       |             | Cerro Porteño                      |
| Záložníci              |                |             |                                    |
| Estanislao Struway     | 25.6.1968      |             | Associação Portuguesa de Desportos |
| Hugo Ovelar            | 21.2.1971      |             | Club Guaraní                       |
| Roberto Acuña          | 25.3.1972      |             | CA Independiente                   |
| Gustavo Sotelo         | 16.3.1968      |             | Club Guaraní                       |
| Harles Bourdier        | 14.8.1972      |             | Club Olimpia                       |
| Richard Gómez          | 19.8.1972      |             | Cerro Porteño                      |
| Útočníci               |                |             |                                    |
| Hugo Brizuela          | 8.2.1969       |             | Audax Italiano                     |
| José Cardozo           | 19.3.1971      |             | Deportivo Toluca FC                |
| Arístides Rojas        | 1.8.1970       |             | UD Las Palmas                      |
| Derlis Soto            | 4.3.1973       |             | Club Guaraní                       |
| Francisco Esteche      | 12.11.1973     |             | Club Olimpia                       |

## Skupina B

### Bolívie
Hlavní trenér:  Antonio López
| Jméno                  | Datum narození | Datum úmrtí                         | Klub                 |
| Brankáři               | Brankáři       | Brankáři                            | Brankáři             |
| ---------------------- | -------------- | ----------------------------------- | -------------------- |
| Carlos Trucco          | 8.8.1957       |                                     | Cruz Azul            |
| Mauricio Soria         | 1.6.1966       |                                     | CD Jorge Wilstermann |
| Obránci                |                |                                     |                      |
| Juan Manuel Peña       | 17.1.1973      |                                     | Real Valladolid      |
| Marco Sandy            | 29.8.1971      |                                     | Club Bolívar         |
| Miguel Rimba           | 1.11.1967      |                                     | Club Bolívar         |
| Óscar Sánchez          | 16.7.1971      | 23. listopadu 2007 (ve věku 36 let) | Club The Strongest   |
| Eduardo Jiguchi        | 24.8.1970      |                                     | Club Bolívar         |
| Iván Castillo          | 11.7.1970      |                                     | Club Bolívar         |
| Záložníci              |                |                                     |                      |
| Vladimir Soria         | 15.7.1964      |                                     | Club Bolívar         |
| Sergio Castillo        | 26.9.1970      |                                     | Club The Strongest   |
| José Milton Melgar -   | 20.9.1959      |                                     | Club Blooming        |
| Marco Etcheverry       | 26.9.1970      |                                     | D.C. United          |
| Limberg Gutiérrez      | 19.11.1977     |                                     | Club Blooming        |
| Rubén Tufiño           | 9.1.1970       |                                     | Club Blooming        |
| Mauro Blanco           | 25.11.1965     |                                     | Club The Strongest   |
| Luis Cristaldo         | 31.8.1969      |                                     | Club Bolívar         |
| Ramiro Castillo        | 27.3.1966      | 18. října 1997 (ve věku 31 let)     | Club Bolívar         |
| Erwin Sánchez          | 19.10.1969     |                                     | Boavista FC          |
| Julio César Baldivieso | 2.12.1971      |                                     | Jokohama F. Marinos  |
| Útočníci               |                |                                     |                      |
| Jaime Moreno           | 19.1.1974      |                                     | D.C. United          |
| Limberg Méndez         | 18.9.1973      |                                     | CD Guabirá           |
| Milton Coimbra         | 4.5.1975       |                                     | CA Lanús             |

### Peru
Hlavní trenér:  Freddy Ternero
| Jméno             | Datum narození | Datum úmrtí                     | Klub                           |
| Brankáři          | Brankáři       | Brankáři                        | Brankáři                       |
| ----------------- | -------------- | ------------------------------- | ------------------------------ |
| Miguel Miranda    | 13.8.1966      | 6. března 2021 (ve věku 54 let) | Deportivo Municipal            |
| Juan Ángel Flores | 25.2.1976      |                                 | Sport Boys Association         |
| Leao Butrón       | 6.3.1977       |                                 | Club Sporting Cristal          |
| Obránci           |                |                                 |                                |
| José Reyna        | 19.1.1972      |                                 | Alianza Lima                   |
| Miguel Rebosio    | 20.10.1976     |                                 | Club Sporting Cristal          |
| Giuliano Portilla | 25.5.1972      |                                 | Club Universitario de Deportes |
| Alfonso Dulanto - | 22.7.1969      |                                 | Club Universidad Nacional      |
| Germán Muñoz      | 23.6.1973      |                                 | Club Cienciano                 |
| Orlando Prado     | 16.2.1972      |                                 | Deportivo Wanka                |
| Martín Hidalgo    | 15.6.1976      |                                 | Club Sporting Cristal          |
| José Luis Chacón  | 6.11.1971      |                                 | Deportivo Wanka                |
| Záložníci         |                |                                 |                                |
| Erick Torres      | 16.5.1975      |                                 | Club Sporting Cristal          |
| César Rosales     | 9.11.1970      |                                 | Alianza Lima                   |
| Roberto Palacios  | 28.12.1972     |                                 | Club Puebla                    |
| Alex Magallanes   | 1.3.1974       |                                 | Club Sporting Cristal          |
| Aldo Cavero       | 24.10.1971     |                                 | Club Cienciano                 |
| Eddy Carazas      | 27.2.1974      |                                 | Club Universitario de Deportes |
| Marko Ciurlizza   | 22.2.1978      |                                 | Club Universitario de Deportes |
| Frank Palomino    | 1.12.1970      |                                 | FBC Melgar                     |
| Leonardo Uehara   | 8.6.1974       |                                 | La Loretana                    |
| Útočníci          |                |                                 |                                |
| Paul Cominges     | 30.9.1979      |                                 | FBC Melgar                     |
| Waldir Sáenz      | 15.5.1973      |                                 | Alianza Lima                   |

### Uruguay
Hlavní trenér:  Juan Ahuntchaín
| Jméno                 | Datum narození | Datum úmrtí | Klub                      |
| Brankáři              | Brankáři       | Brankáři    | Brankáři                  |
| --------------------- | -------------- | ----------- | ------------------------- |
| Robert Siboldi        | 24.9.1965      |             | Tigres UANL               |
| Leonardo Romay        | 29.4.1969      |             | Defensor Sporting         |
| Obránci               |                |             |                           |
| Héctor Rodríguez      | 22.10.1968     |             | CA Colón                  |
| Eber Moas -           | 21.3.1969      |             | CF Monterrey              |
| Tony Gómez            | 23.9.1966      |             | Nacional Montevideo       |
| Tabaré Silva          | 30.8.1974      |             | Defensor Sporting         |
| Yari Silvera          | 20.2.1976      |             | River Plate Montevideo    |
| Pablo Hernández       | 2.5.1975       |             | Defensor Sporting         |
| Záložníci             |                |             |                           |
| Leonardo Ramos        | 11.9.1969      |             | Estudiantes de La Plata   |
| Gonzalo de los Santos | 19.7.1976      |             | CA Peñarol                |
| Nelson Abeijón        | 21.7.1973      |             | Nacional Montevideo       |
| Marcelo Saralegui     | 18.5.1971      |             | CA Colón                  |
| Javier Delgado        | 8.7.1975       |             | Danubio FC                |
| Marcelo Romero        | 4.7.1976       |             | CA Peñarol                |
| Sergio Martínez       | 15.2.1969      |             | CA Boca Juniors           |
| Andrés Fleurquin      | 2.8.1975       |             | Defensor Sporting         |
| Útočníci              |                |             |                           |
| Luis Alberto Romero   | 15.6.1968      |             | CA Peñarol                |
| Álvaro Recoba         | 17.3.1976      |             | Nacional Montevideo       |
| Josemir Lujambio      | 25.9.1971      |             | CA Huracán Corrientes     |
| Rubén da Silva        | 11.4.1968      |             | Rosario Central           |
| Sebastián Abreu       | 17.10.1976     |             | CA San Lorenzo de Almagro |

### Venezuela
Hlavní trenér:  Eduardo Borrero
| Jméno               | Datum narození | Datum úmrtí | Klub                     |
| Brankáři            | Brankáři       | Brankáři    | Brankáři                 |
| ------------------- | -------------- | ----------- | ------------------------ |
| Rafael Dudamel -    | 7.1.1973       |             | Independiente Santa Fe   |
| César Baena         | 13.1.1961      |             | Caracas FC               |
| César Espinoza      | 9.8.1974       |             | Estudiantes de Mérida FC |
| Obránci             |                |             |                          |
| David McIntosh      | 17.2.1973      |             | Minervén SC              |
| Alexander Echenique | 11.11.1971     |             | Deportivo Táchira FC     |
| José Manuel Rey     | 20.5.1975      |             | Caracas FC               |
| Leonardo González   | 14.7.1972      |             | Caracas FC               |
| William González    | 27.12.1969     |             | ACCD Mineros de Guayana  |
| Elvis Martínez      | 4.10.1970      |             | Caracas FC               |
| Andrew Páez         | 28.12.1968     |             | ACCD Mineros de Guayana  |
| Robert Rodallega    | 19.11.1969     |             | Minervén SC              |
| Záložníci           |                |             |                          |
| Luis Vallenilla     | 13.5.1974      |             | Trujillanos FC           |
| Juan Carlos Socorro | 13.5.1972      |             | UD Las Palmas            |
| Gerson Díaz         | 11.2.1972      |             | Caracas FC               |
| Gabriel Miranda     | 20.8.1968      |             | Caracas FC               |
| Gabriel Urdaneta    | 7.1.1976       |             | Zulia FC                 |
| Jesús Rodríguez     | 24.3.1968      |             | Estudiantes de Mérida FC |
| Luis Ramos          | 18.2.1966      |             | Zulia FC                 |
| Útočníci            |                |             |                          |
| Rafael Castellín    | 2.9.1975       |             | Caracas FC               |
| Jesús Valiente      | 28.8.1973      |             | Trujillanos FC           |
| Oswaldo Palencia    | 1.2.1970       |             | Unión Local Andina FC    |
| John Medina         | 9.9.1968       |             | Zulia FC                 |

## Skupina C

### Brazílie
Hlavní trenér:  Mário Zagallo
| Jméno             | Datum narození | Datum úmrtí | Klub                             |
| Brankáři          | Brankáři       | Brankáři    | Brankáři                         |
| ----------------- | -------------- | ----------- | -------------------------------- |
| Cláudio Taffarel  | 8.5.1966       |             | CA Mineiro                       |
| Carlos Germano    | 14.8.1970      |             | CR Vasco da Gama                 |
| Obránci           |                |             |                                  |
| Cafu              | 7.6.1970       |             | Sociedade Esportiva Palmeiras    |
| Aldair            | 30.11.1965     |             | AS Řím                           |
| Márcio Santos     | 15.9.1969      |             | CA Mineiro                       |
| Roberto Carlos    | 10.4.1973      |             | Real Madrid                      |
| Zé Maria          | 25.7.1973      |             | Parma Calcio 1913                |
| Célio Silva       | 20.5.1968      |             | SC Corinthians Paulista          |
| Marcelo Gonçalves | 22.2.1966      |             | Botafogo FR                      |
| Zé Roberto        | 6.7.1974       |             | Real Madrid                      |
| Záložníci         |                |             |                                  |
| Mauro Silva       | 12.1.1968      |             | Deportivo de La Coruña           |
| Giovanni          | 4.2.1972       |             | FC Barcelona                     |
| Dunga -           | 31.10.1963     |             | Júbilo Iwata                     |
| Leonardo          | 5.9.1969       |             | Paris Saint-Germain FC           |
| Djalminha         | 9.12.1970      |             | Sociedade Esportiva Palmeiras    |
| César Sampaio     | 31.3.1968      |             | Jokohama Flügels                 |
| Flávio Conceição  | 12.6.1974      |             | Deportivo de La Coruña           |
| Útočníci          |                |             |                                  |
| Ronaldo           | 22.9.1976      |             | FC Barcelona                     |
| Romário           | 29.1.1966      |             | CR Flamengo                      |
| Denílson          | 24.8.1977      |             | São Paulo FC                     |
| Edmundo           | 2.4.1971       |             | CR Vasco da Gama                 |
| Paulo Nunes       | 30.10.1971     |             | Grêmio Foot-Ball Porto Alegrense |

### Kolumbie
Hlavní trenér:  Hernán Darío Gómez
| Jméno               | Datum narození | Datum úmrtí                       | Klub                |
| Brankáři            | Brankáři       | Brankáři                          | Brankáři            |
| ------------------- | -------------- | --------------------------------- | ------------------- |
| Faryd Mondragón     | 21.6.1971      |                                   | CA Independiente    |
| Miguel Calero       | 14.4.1971      | 4. prosince 2012 (ve věku 41 let) | Deportivo Cali      |
| Obránci             |                |                                   |                     |
| Iván Córdoba        | 11.8.1976      |                                   | Atlético Nacional   |
| Carlos Asprilla     | 19.10.1970     |                                   | América de Cali     |
| José Santa          | 12.9.1970      |                                   | Atlético Nacional   |
| Jorge Bermúdez -    | 18.6.1971      |                                   | Benfica Lisabon     |
| Wilmer Cabrera      | 15.9.1967      |                                   | América de Cali     |
| Luis Antonio Moreno | 25.12.1970     |                                   | Deportes Tolima     |
| Záložníci           |                |                                   |                     |
| John Wilmar Pérez   | 2.2.1970       |                                   | Deportivo Cali      |
| Andrés Estrada      | 12.11.1967     |                                   | Deportivo Cali      |
| Edison Mafla        | 14.8.1971      |                                   | Deportivo Cali      |
| Hernán Gaviria      | 27.11.1969     | 24. října 2002 (ve věku 32 let)   | Atlético Nacional   |
| Francisco Mosquera  | 5.11.1973      |                                   | Atlético Nacional   |
| Víctor Pacheco      | 24.9.1974      |                                   | Atlético Junior     |
| Martín Zapata       | 28.10.1970     | 22. dubna 2006 (ve věku 35 let)   | Deportivo Cali      |
| Neider Morantes     | 3.8.1975       |                                   | Atlético Nacional   |
| Útočníci            |                |                                   |                     |
| Luis Zuleta         | 7.8.1974       |                                   | Unión Magdalena     |
| Víctor Aristizábal  | 9.12.1971      |                                   | São Paulo FC        |
| Faustino Asprilla   | 10.11.1969     |                                   | Newcastle United FC |
| Hamilton Ricard     | 1.1.1974       |                                   | Deportivo Cali      |
| Víctor Bonilla      | 23.1.1971      |                                   | Deportivo Cali      |
| Walter Escobar      | 26.9.1968      |                                   | Deportivo Cali      |

### Kostarika
Hlavní trenér:  Horacio Cordero
| Jméno              | Datum narození | Datum úmrtí | Klub               |
| Brankáři           | Brankáři       | Brankáři    | Brankáři           |
| ------------------ | -------------- | ----------- | ------------------ |
| Erick Lonnis       | 9.9.1965       |             | Deportivo Saprissa |
| Hermidio Barrantes | 2.9.1964       |             | CS Cartaginés      |
| Obránci            |                |             |                    |
| Harold Wallace     | 7.9.1975       |             | LD Alajuelense     |
| Luis Marín         | 10.8.1974      |             | LD Alajuelense     |
| Rónald González -  | 8.8.1970       |             | Deportivo Saprissa |
| Mauricio Solís     | 13.12.1972     |             | Derby County FC    |
| Javier Delgado     | 28.7.1968      |             | LD Alajuelense     |
| Sandro Alfaro      | 1.1.1971       |             | CS Herediano       |
| Mauricio Wright    | 20.12.1970     |             | Deportivo Saprissa |
| Geovanny Jara      | 20.7.1967      |             | CS Herediano       |
| Záložníci          |                |             |                    |
| Joaquín Guillén    | 12.1.1968      |             | LD Alajuelense     |
| Wílmer López       | 3.8.1971       |             | LD Alajuelense     |
| Roy Myers          | 13.4.1969      |             | CF Pachuca         |
| Jafet Soto         | 1.4.1976       |             | CA Morelia         |
| Óscar Ramírez      | 8.12.1964      |             | Belén FC           |
| Walter Centeno     | 6.10.1974      |             | Deportivo Saprissa |
| Austin Berry       | 5.4.1971       |             | LD Alajuelense     |
| Útočníci           |                |             |                    |
| Allan Oviedo       | 8.11.1970      |             | CS Herediano       |
| Rolando Fonseca    | 6.6.1974       |             | América de Cali    |
| Rónald Gómez       | 24.1.1975      |             | Sporting de Gijón  |
| Hernán Medford     | 23.5.1968      |             | CF Pachuca         |

### Mexiko
Hlavní trenér:  Bora Milutinović
| Jméno                     | Datum narození | Datum úmrtí | Klub                      |
| Brankáři                  | Brankáři       | Brankáři    | Brankáři                  |
| ------------------------- | -------------- | ----------- | ------------------------- |
| Adolfo Ríos               | 11.12.1966     |             | Club Deportivo Veracruz   |
| Hugo Pineda               | 10.5.1962      |             | Club América              |
| Martín Zúñiga             | 6.8.1970       |             | CD Guadalajara            |
| Obránci                   |                |             |                           |
| Claudio Suárez -          | 17.12.1968     |             | CD Guadalajara            |
| Joel Sánchez              | 17.8.1974      |             | CD Guadalajara            |
| Duilio Davino             | 21.3.1976      |             | Tecos FC                  |
| Gilberto Jiménez          | 4.2.1973       |             | Club Puebla               |
| Francisco Gabriel de Anda | 5.6.1971       |             | Santos Laguna             |
| Záložníci                 |                |             |                           |
| Germán Villa              | 2.4.1973       |             | Club América              |
| Raúl Lara                 | 28.2.1973      |             | Club América              |
| Rafael García             | 14.8.1974      |             | Club Universidad Nacional |
| Nicolás Ramírez           | 16.2.1974      |             | Santos Laguna             |
| Paulo Chávez              | 7.1.1976       |             | CD Guadalajara            |
| Pável Pardo               | 26.7.1976      |             | Atlas FC                  |
| Camilo Romero             | 30.3.1970      |             | CD Guadalajara            |
| Javier Saavedra           | 13.3.1974      |             | Toros Neza                |
| Antonio Sancho            | 14.3.1976      |             | Club Universidad Nacional |
| Útočníci                  |                |             |                           |
| Eustacio Rizo             | 30.9.1971      |             | Tecos FC                  |
| Cuauhtémoc Blanco         | 17.1.1973      |             | Club América              |
| Luis Hernández            | 17.8.1968      |             | Club Necaxa               |
| Francisco Palencia        | 28.4.1973      |             | Cruz Azul                 |
| José Manuel Abundis       | 11.6.1973      |             | Deportivo Toluca FC       |